# Epsilon
Cette page contient des caractères spéciaux ou non latins. S’ils s’affichent mal (▯, ?, etc.), consultez la page d’aide Unicode.
Ne pas confondre avec la lettre latine e ‹ E ›, la lettre latine epsilon ‹ Ɛ ›, la lettre cyrillique yé ‹ Є ›, la lettre cyrillique zé réfléchi ‹ Ԑ ›, le symbole euro ‹ € › ou le symbole d'appartenance ‹ ∈ ›.
Pour les articles homonymes, voir Epsilon (homonymie).
Epsilon (capitale Ε, minuscule ε ; en grec έψιλον), est la cinquième lettre de l'alphabet grec, précédée par delta et suivie par zêta. Dérivée de la lettre he  de l'alphabet phénicien, elle est l'ancêtre des lettres E et Ɛ (epsilon) de l'alphabet latin, et des lettres Е et Є de l'alphabet cyrillique et de leurs formes diacritées ou culbutées.

## Usage

### Grec
En grec ancien, epsilon représente, suivant les dialectes, la voyelle mi-fermée antérieure non arrondie courte /e/, sa forme longue /eː/ ou la voyelle mi-ouverte antérieure non arrondie longue /ɛː/.
En grec moderne, elle représente la voyelle mi-fermée antérieure non arrondie /e/.
Dans le système de numération grecque, epsilon vaut 5.

### Sciences
- En mathématiques :
  - ε est la notation traditionnelle (francophone) du majorant de l'écartement de la fonction dans la définition formelle de la continuité[note 1].
  - Plus généralement, ε est utilisé pour désigner de petits nombres, relativement au contexte.
  - ε est  parfois dans la littérature mathématique anglo-saxonne le symbole d'appartenance à un ensemble[note 1].
  - Les nombres epsilon sont des ordinaux particuliers, dont en particulier ε0 est le plus petit.
  - En Théorie des langages, ε est utilisé comme symbole du mot vide.

- En physique :
  - ε0 (« epsilon zéro ») dénote la permittivité du vide ;
  - Dans le cas général, εr représente la permittivité relative.
  - ε peut également représenter l'absorptivité molaire d'une solution colorée, dont l'unité est le L.mol-1.cm-1.

### Alphabet phonétique international
Dans l'alphabet phonétique international, un symbole directement dérivé de l'epsilon, appelé epsilon latin, représente la voyelle mi-ouverte antérieure non arrondie : [ɛ].  Il a aussi été repris comme lettre latine à part entière dans plusieurs alphabets : ‹ Ɛ ɛ ›.

## Histoire

### Origine
La lettre epsilon tire son origine de la lettre correspondante de l'alphabet phénicien, . Celle-ci provient peut-être de l'alphabet protosinaïtique, une écriture utilisée dans le Sinaï il y a plus de 3 500 ans, elle-même probablement dérivée de certains hiéroglyphes égyptiens ; le hiéroglyphe sur lequel la lettre phénicienne est basée n'est toutefois pas connu avec certitude. La lettre phénicienne, he, semble signifier « fenêtre ». L'alphabet phénicien atteint une forme plus ou moins standard vers le XIe siècle av. J.-C. Sa 5e lettre est une consonne (l'alphabet phénicien est un abjad qui ne note pas les voyelles) correspondant probablement au son [h].

### Alphabets archaïques

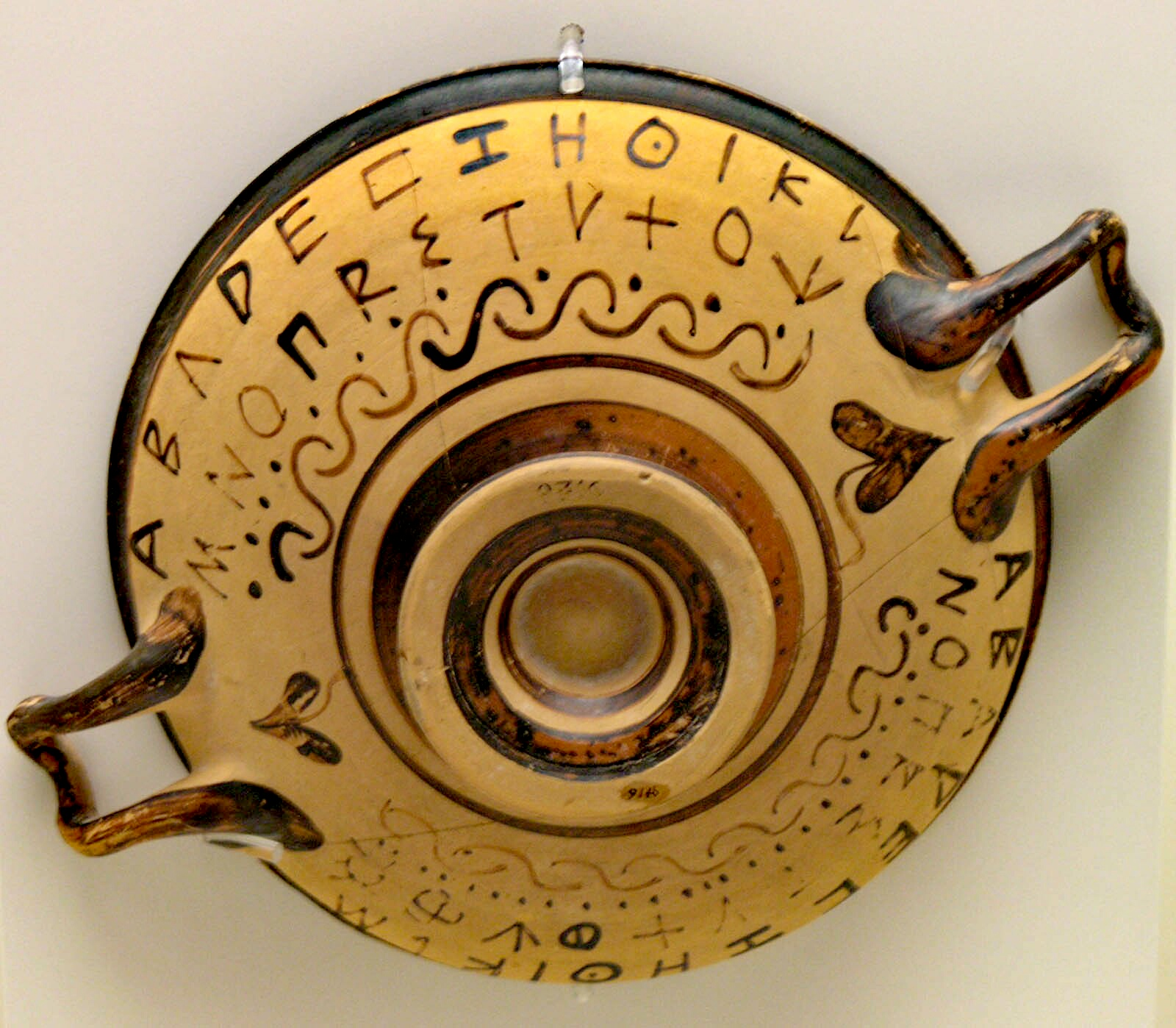
Alphabet grec peint sur la panse d'une coupe attique à figures noires ; l'epsilon, visible sur la gauche du vase, ressemble à sa forme actuelle.

Si la 5e lettre de l'alphabet phénicien, he, note la consonne [h], elle est réinterprétée en grec pour transcrire la voyelle qui suit la consonne initiale : « e ». La langue grecque archaïque possède trois phonèmes distincts pour « e » : une voyelle mi-ouverte /ɛː/ (écriture classique « η »), une voyelle mi-fermée longue /eː/ (fusionnée par la suite avec la diphthongue /ei/, écriture classique « ει ») et une voyelle courte /e/ (écriture classique « ε »). Suivant les dialectes, l'epsilon est utilisé pour noter certains de ces sons. Par exemple, à Athènes avant 403 av. J.-C., « Ε » est utilisé pour les trois sons /e, eː, ɛː/ : la phrase « Ἔδοξεν τῇ Βουλῇ καὶ τῷ Δήμῳ » (« Il a plu au Conseil et au Peuple ») est typiquement écrite « Εδοχσεν τει Βολει και τοι Δεμοι » sur les inscriptions de la Démocratie athénienne,.
Dans les écritures grecques archaïques, la forme de l'epsilon reprend typiquement celle de l'alphabet phénicien, orientée à gauche  ou à droite  suivant le sens d'écriture, mais les lignes horizontales, en diagonale, toujours orientées selon celui-ci. La barre verticale possède souvent une extrémité qui s'étend légèrement sous la ligne horizontale la plus basse.
À Corinthe, la fonction normale de l'epsilon est de noter /e/ et /ɛː/. Le glyphe ressemble à un B pointu (). Ε n'est utilisé que pour la voyelle longue fermée /eː/. En conséquence, la lettre bêta prend une forme modifiée, .
À Sicyone, une variante ressemblant à un X, , est utilisée pour la même fonction que le  corinthien.
Une lettre spéciale pour une réalisation du son /e/ court, , est brièvement utilisée dans la cité béotienne de Thespies à la fin du Ve siècle av. J.-C. La lettre est employée à la place du epsilon habituel (Ε) quand le son est placé devant une autre voyelle. Sa forme suggérant un compromis entre un Ε et un Ι, on pense qu'elle note un allophone élevé, approchant /i/. Elle n'est attestée que dans un seul document, un ensemble de stèles gravées de 424 av. J.-C.,.
En résumé, l'epsilon prend des formes diverses comme, :
- (Achaïe, Arcadie, Argos, Attique, Béotie, Cnide, Corinthe, Crète, Égine, Eubée, Ionie, Ithaque, Laconie, Mégare, Milos, Naxos, Paros, Rhodes, Sicyone, Thessalie, Tirynthe)
- (Délos, Santorin)
- (Délos)
- (Corinthe)
- (Mégare)
- (Sicyone).

### Évolution
La forme actuelle de la lettre provient de l'alphabet utilisé en Ionie, qui est progressivement adopté par le reste du monde grec antique (Athènes passe un décret formel pour son adoption officielle en 403 av. J.-C. ; son usage est commun dans les cités grecques avant le milieu du IVe siècle av. J.-C.).
Dans l'écriture onciale, utilisée pour les manuscrits littéraires sur papyrus et vélin, la forme arrondie  devient prédominante. En écriture cursive, un grand nombre de glyphes sont utilisés, où la barre et la courbe sont liées de façons diverses. Certains ressemblent à la forme latine moderne « e », d'autres à un « 6 » muni d'une ligne le reliant à la lettre suivante, d'autres encore à une combinaison de deux petits « c ».
L'alphabet grec reste monocaméral pendant longtemps. Les formes minuscules proviennent de l'onciale grecque, une graphie particulière créée à partir de la majuscule et de la cursive romaine vers le IIIe siècle et adaptée à l'écriture à la plume, et sont créées vers le IXe siècle. Pendant la Renaissance, les imprimeurs adoptent la forme minuscule pour les polices bas-de-casse, et modèlent les lettres capitales sur les formes des anciennes inscriptions, conduisant le grec à devenir bicaméral.

### Nom
Le terme « epsilon » (en grec ἒ ψιλόν, è psilón, « e simple ») est inventé au Moyen Âge par des grammairiens byzantins pour distinguer la lettre du digramme αι, une ancienne diphtongue qui en était venue à se prononcer comme l'epsilon. Avant cela, la lettre est simplement nommée « e ». Tout comme les noms des autres lettres, « e » ne signifie rien de particulier en grec et n'est qu'un emprunt direct au nom de la lettre en phénicien (un nom qui pourrait signifier « fenêtre »).
En grec, la lettre est appelée έψιλον (épsilon), prononcée /epsilon/.

### Dérivés
La lettre epsilon est transmise à l'alphabet latin par l'intermédiaire de l'alphabet étrusque, lui-même dérivé de l'alphabet grec « rouge » employé en Eubée — alphabet que les Étrusques apprennent à Pithécusses (Ischia), près de Cumes. Cet alphabet eubéen utilise une forme de l'epsilon proche de la forme actuelle : .
Dans l'alphabet cyrillique, l'epsilon donne naissance à la lettre Е.
Dans l'alphabet copte, la lettre conduit à la lettre ei Ⲉ.
Il est possible que l'alphabet arménien dérive de l'alphabet grec. Dans ce cas, le yech' Ե et le eh Է dériveraient de l'epsilon.
L'epsilon oncial est également une source d'inspiration pour le symbole de l'euro : €.

He phénicien
Epsilon épigraphique grec
Epsilon grec majuscule moderne
Écriture onciale
Variantes cursives
Variantes minuscules
Epsilon grec minuscule moderne
Epsilon grec archaïque de l'alphabet eubéen
E étrusque
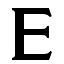
E romain
E cyrillique
Ei copte

### Importance dans la culture grecque antique
La lettre epsilon tenait une place particulière dans la culture grecque en raison notamment de sa présence dans le sanctuaire de Delphes. Ainsi dans le temple d'Apollon, un epsilon couché était placé au-dessus de la porte à l'entrée du naos. Par ailleurs, un epsilon était gravé sur l'omphalos, symbole du centre du monde.

## Diacritiques
Dans l'orthographe polytonique du grec ancien, epsilon, comme les autres voyelles, peut être diacritée :
- accent aigu : έ ;
- accent grave : ὲ
- esprit rude : ἑ
- esprit doux : ἐ

Des combinaisons de ces signes sont possibles : ἔ, ἒ, ἕ, ἓ.
À la différence de l'alpha, de l'êta, du iota, de l'upsilon et de l'oméga (mais de façon similaire à l'omicron), l'epsilon ne peut pas recevoir d'accent circonflexe. Il ne peut pas non plus être muni d'un iota souscrit.

## Typographie
La forme capitale de l'epsilon est quasiment identique au E latin. La forme bas-de-casse possède deux variantes typographiques, héritées de l'écriture manuscrite médiévale. La première, la plus courante en typographie moderne, dérive de la minuscule médiévale et ressemble à un « 3 » renversé : ε. La deuxième, connue comme epsilon lunaire ou oncial, provient de l'écriture onciale : ϵ,.
En typographie habituelle, les deux formes bas-de-casse sont de simples variantes de police. Elles peuvent cependant avoir une signification différente en tant que symboles mathématiques et les systèmes informatiques offrent des codages différents pour chacune des deux.

## Codage
La majuscule Ε possède les codages suivants :
- Unicode : U+0395
- Entité HTML : &Epsilon;
- TeX : \Epsilon ; {\displaystyle \mathrm {E} }
- DOS Greek : 132
- DOS Greek-2 : 168
- Windows-1253 : 197

La minuscule ε possède les codages suivants :
- Unicode : U+03B5
- Entité HTML : &epsilon;
- TeX : \varepsilon ; {\displaystyle \varepsilon }
- DOS Greek : 156
- DOS Greek-2 : 218
- Windows-1253 : 229

La minuscule lunaire ϵ possède les codages suivants :
- Unicode : U+03F5
- TeX : \epsilon ; {\displaystyle \epsilon }

Le tableau suivant recense les différents caractères Unicode utilisant l'epsilon :
| Caractère | Représentation | Code    | Bloc Unicode                           | Nom Unicode                                                     |
| --------- | -------------- | ------- | -------------------------------------- | --------------------------------------------------------------- |
| Ε         | Ε              | U+0395  | Grec et copte                          | Lettre majuscule grecque epsilon                                |
| ε         | ε              | U+03B5  | Grec et copte                          | Lettre minuscule grecque epsilon                                |
| ϵ         | ϵ              | U+03F5  | Grec et copte                          | Symbole grec epsilon lunaire                                    |
| ϶         | ϶              | U+03F6  | Grec et copte                          | Symbole grec epsilon lunaire réfléchi                           |
| έ         | έ              | U+03AD  | Grec et copte                          | Lettre minuscule grecque epsilon accent                         |
| Έ         | Έ              | U+0388  | Grec et copte                          | Lettre majuscule grecque epsilon accent                         |
| ἐ         | ἐ              | U+1F10  | Grec étendu                            | Lettre minuscule grecque epsilon esprit doux                    |
| ἑ         | ἑ              | U+1F11  | Grec étendu                            | Lettre minuscule grecque epsilon esprit rude                    |
| ἒ         | ἒ              | U+1F12  | Grec étendu                            | Lettre minuscule grecque epsilon esprit doux et accent grave    |
| ἓ         | ἓ              | U+1F13  | Grec étendu                            | Lettre minuscule grecque epsilon esprit rude et accent grave    |
| ἔ         | ἔ              | U+1F14  | Grec étendu                            | Lettre minuscule grecque epsilon esprit doux et accent aigu     |
| ἕ         | ἕ              | U+1F15  | Grec étendu                            | Lettre minuscule grecque epsilon esprit rude et accent aigu     |
| Ἐ         | Ἐ              | U+1F18  | Grec étendu                            | Lettre majuscule grecque epsilon esprit doux                    |
| Ἑ         | Ἑ              | U+1F19  | Grec étendu                            | Lettre majuscule grecque epsilon esprit rude                    |
| Ἒ         | Ἒ              | U+1F1A  | Grec étendu                            | Lettre majuscule grecque epsilon esprit doux et accent grave    |
| Ἓ         | Ἓ              | U+1F1B  | Grec étendu                            | Lettre majuscule grecque epsilon esprit rude et accent grave    |
| Ἔ         | Ἔ              | U+1F1C  | Grec étendu                            | Lettre majuscule grecque epsilon esprit doux et accent aigu     |
| Ἕ         | Ἕ              | U+1F1D  | Grec étendu                            | Lettre majuscule grecque epsilon esprit rude et accent aigu     |
| ὲ         | ὲ              | U+1F72  | Grec étendu                            | Lettre minuscule grecque epsilon accent grave                   |
| έ         | έ              | U+1F73  | Grec étendu                            | Lettre minuscule grecque epsilon accent aigu                    |
| Ὲ         | Ὲ              | U+1FC8  | Grec étendu                            | Lettre majuscule grecque epsilon accent grave                   |
| Έ         | Έ              | U+1FC9  | Grec étendu                            | Lettre majuscule grecque epsilon accent aigu                    |
| 𝚬         | 𝚬              | U+1D6AC | Symboles mathématiques alphanumériques | Majuscule mathématique grasse epsilon                           |
| 𝛆         | 𝛆              | U+1D6C6 | Symboles mathématiques alphanumériques | Minuscule mathématique grasse epsilon                           |
| 𝛦         | 𝛦              | U+1D6E6 | Symboles mathématiques alphanumériques | Majuscule mathématique italique epsilon                         |
| 𝜀         | 𝜀              | U+1D700 | Symboles mathématiques alphanumériques | Minuscule mathématique italique epsilon                         |
| 𝜠         | 𝜠              | U+1D720 | Symboles mathématiques alphanumériques | Majuscule mathématique italique grasse epsilon                  |
| 𝜺         | 𝜺              | U+1D73A | Symboles mathématiques alphanumériques | Minuscule mathématique italique grasse epsilon                  |
| 𝝚         | 𝝚              | U+1D75A | Symboles mathématiques alphanumériques | Majuscule mathématique grasse sans empattement epsilon          |
| 𝝴         | 𝝴              | U+1D774 | Symboles mathématiques alphanumériques | Minuscule mathématique grasse sans empattement epsilon          |
| 𝞔         | 𝞔              | U+1D794 | Symboles mathématiques alphanumériques | Majuscule mathématique italique grasse sans empattement epsilon |
| 𝞮         | 𝞮              | U+1D7AE | Symboles mathématiques alphanumériques | Minuscule mathématique italique grasse sans empattement epsilon |